# Mistrovství Čech a Moravy 1899
Nel Mistrovství Čech a Moravy 1899, sesta edizione del torneo, si affrontarono solo SK Slavia A e SK Slavia B. La sfida si concluse 6-1 a favore dell'SK Slavia A.

## Classifica finale
|   | Classifica     | G | V | N | P | GF | GS | DR | Pti |
| - | -------------- | - | - | - | - | -- | -- | -- | --- |
| 1 | Slavia Praga   | 1 | 1 | 0 | 0 | 6  | 1  | +5 | 2   |
| 2 | Slavia Praga B | 1 | 0 | 0 | 1 | 1  | 6  | -5 | 0   |